# Fotó magnètic
Un fotó magnètic en física, és una partícula hipotètica. És una mescla d'estats de C-paritat senars i parells i, a diferència dels fotons no s'acobla als leptons. El fotó magnètic fou predit el 1966 pel premi Nobel Abdus Salam. per algunes extensions de l'electromagnetisme que inclouen els monopols magnètics. No hi ha proves experimentals de l'existència d'aquesta partícula, i algunes versions han estat descartades per experiments negatius per algunes extensions de l'electromagnetisme que inclouen els monopols magnètics.